# Europees kampioenschap volleybal mannen
Het Europees kampioenschap volleybal voor mannen is het tweejaarlijks continentaal kampioenschap voor landenteams. Het toernooi wordt georganiseerd door de Confédération Européenne de Volleyball en werd voor het eerst in 1948 gehouden.

## Geschiedenis
De eerste editie van het EK voor mannen vond plaats in 1948 in Italië. Tsjecho-Slowakije werd de eerste Europese kampioen. De tweede editie werd gewonnen door de Sovjet-Unie, een scenario dat zich de komende decennia meermaals herhaalde. Twaalf keer gingen de Sovjets met de Europese titel aan de haal, waardoor ze meer dan twintig jaar na het uiteenvallen van het land nog steeds onbedreigd aan de leiding gaan in het eeuwige landenklassement.

## Erelijst
| Jaar | Locatie                                 |  | Goud              | Zilver            | Brons                |
| ---- | --------------------------------------- |  | ----------------- | ----------------- | -------------------- |
| 2023 | Bulgarije Israël Italië Noord-Macedonië |  | Polen             | Italië            | Slovenië             |
| 2021 | Polen Tsjechië Estland Finland          |  | Italië            | Slovenië          | Polen                |
| 2019 | België Frankrijk Nederland Slovenië     |  | Servië            | Slovenië          | Polen                |
| 2017 | Polen                                   |  | Rusland           | Duitsland         | Servië               |
| 2015 | Bulgarije Italië                        |  | Frankrijk         | Slovenië          | Italië               |
| 2013 | Denemarken Polen                        |  | Rusland           | Italië            | Servië               |
| 2011 | Oostenrijk Tsjechië                     |  | Servië            | Italië            | Polen                |
| 2009 | Turkije                                 |  | Polen             | Frankrijk         | Bulgarije            |
| 2007 | Rusland                                 |  | Spanje            | Rusland           | Servië               |
| 2005 | Italië Servië en Montenegro             |  | Italië            | Rusland           | Servië en Montenegro |
| 2003 | Duitsland                               |  | Italië            | Frankrijk         | Rusland              |
| 2001 | Tsjechië                                |  | Joegoslavië       | Italië            | Rusland              |
| 1999 | Oostenrijk                              |  | Italië            | Rusland           | Joegoslavië          |
| 1997 | Nederland                               |  | Nederland         | Joegoslavië       | Italië               |
| 1995 | Griekenland                             |  | Italië            | Nederland         | Joegoslavië          |
| 1993 | Finland                                 |  | Italië            | Nederland         | Rusland              |
| 1991 | Duitsland                               |  | Sovjet-Unie       | Italië            | Nederland            |
| 1989 | Zweden                                  |  | Italië            | Zweden            | Nederland            |
| 1987 | België                                  |  | Sovjet-Unie       | Frankrijk         | Griekenland          |
| 1985 | Nederland                               |  | Sovjet-Unie       | Tsjecho-Slowakije | Frankrijk            |
| 1983 | Oost-Duitsland                          |  | Sovjet-Unie       | Polen             | Bulgarije            |
| 1981 | Bulgarije                               |  | Sovjet-Unie       | Polen             | Bulgarije            |
| 1979 | Frankrijk                               |  | Sovjet-Unie       | Polen             | Joegoslavië          |
| 1977 | Finland                                 |  | Sovjet-Unie       | Polen             | Roemenië             |
| 1975 | Joegoslavië                             |  | Sovjet-Unie       | Polen             | Joegoslavië          |
| 1971 | Italië                                  |  | Sovjet-Unie       | Tsjecho-Slowakije | Roemenië             |
| 1967 | Turkije                                 |  | Sovjet-Unie       | Tsjecho-Slowakije | Polen                |
| 1963 | Roemenië                                |  | Roemenië          | Hongarije         | Sovjet-Unie          |
| 1958 | Tsjecho-Slowakije                       |  | Tsjecho-Slowakije | Roemenië          | Sovjet-Unie          |
| 1955 | Roemenië                                |  | Tsjecho-Slowakije | Roemenië          | Bulgarije            |
| 1951 | Frankrijk                               |  | Sovjet-Unie       | Bulgarije         | Frankrijk            |
| 1950 | Bulgarije                               |  | Sovjet-Unie       | Tsjecho-Slowakije | Hongarije            |
| 1948 | Italië                                  |  | Tsjecho-Slowakije | Frankrijk         | Italië               |

## Medaillespiegel
- CEV[1]

| Plaats | Land              | Goud | Zilver | Brons | Totaal |
| 1      | Rusland           | 14   | 3      | 5     | 22     |
| 2      | Italië            | 7    | 5      | 3     | 15     |
| 3      | Tsjecho-Slowakije | 3    | 4      | 0     | 7      |
| 4      | Servië            | 3    | 1      | 8     | 12     |
| 5      | Polen             | 2    | 5      | 4     | 11     |
| 6      | Frankrijk         | 1    | 4      | 2     | 7      |
| 7      | Nederland         | 1    | 2      | 2     | 5      |
| 7      | Roemenië          | 1    | 2      | 2     | 5      |
| 9      | Spanje            | 1    | 0      | 0     | 1      |
| 10     | Slovenië          | 0    | 3      | 1     | 4      |
| 11     | Bulgarije         | 0    | 1      | 4     | 5      |
| 12     | Hongarije         | 0    | 1      | 1     | 2      |
| 13     | Duitsland         | 0    | 1      | 0     | 1      |
| 13     | Zweden            | 0    | 1      | 0     | 1      |
| 15     | Griekenland       | 0    | 0      | 1     | 1      |
| Totaal | Totaal            | 33   | 33     | 33    | 99     |